# Julio Dávila
Julio Dávila Díaz (Ortigueira, La Coruña; 26 de agosto de 1871 - Madrid, 12 de junio de 1971) fue un escritor, geógrafo e historiador español.

## Trayectoria
Hijo de Jesus Dávila Rivadeneira y de Dolores Díaz Díaz, nació en Ortigueira. Cumplió su educación primaria en la escuela de niños varones instalada en un lateral del exconvento de dominicos, que estaba dirigida por su tío paterno Marcial Dávila Ribadeneira, que fallecería en 1904, y cuyo magisterio reconocería en el segundo opúsculo de la obra Nombre genérico de los hijos de Ortigueira.
A los dieciocho años emigró a Argentina, a la ciudad de Concepción del Uruguay, en la provincia argentina de Entre Ríos y situada a la orilla del río Uruguay. En 1893 se trasladó a Buenos Aires, donde se dedicó a los negocios mercantiles. En 1911 regresó temporalmente a España y se instaló en Madrid. Regresó a Buenos Aires en 1920, donde colaboró en la publicación Almanaque Gallego, editado anualmente por Manuel López Castro, así como en los periódicos La Voz de Galicia y El Eco de Galicia, en el que escribió desde 1915 una serie de artículos sobre Galicia, titulados Desde el relleno. A finales de la década de los 20 regresaría definitivamente a España, si bien viviría entre Ortigueira, donde construyó una casa en A Carmona, en la parroquia de Luhama, muy cercana al núcleo urbano de Ortigueira, y Madrid, donde vivía la mayor parte del año.
De formación autodidacta, dedicó sus trabajos al estudio de diversos campos, en especial la historia y la geografía de la comarca ortigueiresa, y colaboró en distintas publicaciones locales, como el semanario La Voz de Ortigueira. Su obra cumbre es la Geografía Descriptiva de la Comarca de Ortigueira, publicada en 1931, en la que hace un estudio detallado de los municipios de Cedeira, Cerdido, Mañón, Ortigueira (que comprendía en ese momento, y hasta 1988 las 5 parroquias hoy segregadas en el ayuntamiento de cariño) y Puentes de García Rodríguez, que conformaban en ese momento el partido judicial de Ortigueira. 
Mantuvo una estrecha relación, personal e intelectual, con el historiador ortigueirés Federico Maciñeira y Pardo de Lama. Fue fundador, tesorero y secretario de la Asociación Protectora de la Academia Gallega de Buenos Aires, y, desde 1927, miembro numerario de la Real Academia Gallega.
Fallece en Madrid en 1971 a la edad de 99 años.

### Reconocimientos y homenajes
En 2021, con motivo del sesquicentenario del nacimiento del polígrafo ortigueirés, el concello de Ortigueira le tributó un homenaje, durante el cual se celebraron diversos actos; entre ellos una exposición bibliográfica de sus obras y la imposición del nombre de Julio Dävila a los jardines del Malecón del puerto de Ortigueira en los que se contó con la colaboración del actual Cronista Oficial de Ortigueira, Carlos Breixo..

### Obras de ficción
- El Destino, 1897.
- Al abrigo del ombú, 1914.

### Ensayo
- Ortigueira. Apuntes históricos y descriptivos de la villa y partido judicial de Santa Marta de Ortigueira, 1902. Buenos Aires, 179 págs.
- Vocabulario santamartés u ortigueirés. Crítica de críticas, 1903.
- Cuestión filológica. Nombre genérico de los hijos de Ortigueira. Opúsculo I. Buenos Aires, 1903.
- Cuestión filológica. Nombre genérico de los hijos de Ortigueira. Opúsculo II. Buenos Aires,1904.
- Barbarismos de la inscripción del monumento a los mártires de Carral. Colección de dieciséis artículos y un apéndice que continúa una polémica suscitada en algunos periódicos gallegos entre 1902 y 1906. Buenos Aires, 1907.
- Plano del partido de Ortigueira puesto al día, 1913.
- Contribución para la historia de la comarca villalbesa, 1918.
- Por tierras guaraníes, 1926.
- La personalidad y la obra de Benigno Teijeiro Martínez, 1927.
- Geografía descriptiva de la comarca de Ortigueira. A Coruña, 1931.